# Гачкодзьобий віреон
Гачкодзьобий віреон (Vireolanius) — рід горобцеподібних птахів родини віреонових (Vireonidae). Мешкають в Центральній та Південній Америці.

## Опис
Гачкодзьобі віреони — дрібні птахи з порівняно великими головами, які досягають довжини 13-18 см і ваги 22-35 г. Вони покриті густим пухом, їх хвости відносно короткі, а дзьоби великі, гачкуваті. Мають переважно зелене забарвлення. Поширені від центральної Мексики до північної Болівії, живуть в підліску вологих рівнинних і гірських тропічних лісів.

## Види
Виділяють чотири види:
- Віреон каштановобокий (Vireolanius melitophrys)
- Віреон зелений (Vireolanius pulchellus)
- Віреон жовтобровий (Vireolanius eximius)
- Віреон сіроголовий (Vireolanius leucotis)

## Етимологія
Наукова назва роду Vireolanius походить від сполучення наукової назви роду Віреон (Vireo, Vieillot, 1808) і наукової назви роду Сорокопуд (Lanius, Linnaeus, 1758).